# الدوري الفلسطيني الممتاز للضفة الغربية 1985–86
الدوري الفلسطيني الممتاز للضفة الغربية 1985–86 توج نادي شباب الخليل ببطولة الدوري الممتاز في الضفة الغربية لموسم 1985-86.
وقد توج نادي شباب الخليل ببطولة الدوري منذ عام 1977 أربعة مرات، خلال مواسم التالية: 1986-1985، 2016-2015، 2020-2021، 2021-2022. ويعد نادي شباب الخليل من ضمن الفرق الممتاز في الدوري الممتاز في الضفة الغربية.